# Aermacchi Wisconsin
Die Aermacchi Wisconsin ist ein Motorrad des italienischen Herstellers Aermacchi-Harley-Davidson. Gebaut wurde es von 1961 bis 1967.

## Geschichte
Die Wisconsin ist eine Ala Verde mit breitem, nach oben gezogenem Lenker im US-amerikanischen Stil. Nach der Übernahme der Aermacchi-Motorradfertigung durch Harley-Davidson wurde das Modell nach dem Heimatstaat der Muttergesellschaft benannt.

## Technik

### Motor und Antrieb
Die Wisconsin hat einen luftgekühlten Einzylinder-Viertaktmotor mit nahezu liegendem Zylinder. Auf dem linken Stumpf der zweifach gelagerten Kurbelwelle sitzt eine Mehrscheiben-Ölbadkupplung, über die die Motorkraft an ein geradverzahntes Vierganggetriebe weitergeleitet wird. Dieses Getriebe ist mit einer Schaltwippe an der rechten Motorseite zu bedienen; der erste Gang liegt unten. Die Antriebskraft wird über eine Kette an das Hinterrad übertragen.
Der Motor hat hängende Ventile, die über Stoßstangen und Kipphebel von einer unten liegenden Nockenwelle gesteuert werden. Am rechten Ende der Nockenwelle ist der Unterbrecherkontakt der Batteriezündung (Batterie: 6 V / 7 Ah) angebracht.
Das Gemisch bereitet ein Schrägstromvergaser mit Rundschieber mit 24 mm Durchlass und ohne Luftfilter auf. Der Tank fasst 18 Liter. Ein verchromtes Auspuffrohr ist an der rechten Maschinenseite nach hinten gezogen und endet in einem Schalldämpfer in Zigarrenform.

### Rahmen und Fahrwerk
Die Wisconsin hat einen Zentralrohr-Brückenrahmen ohne Heckausleger. Die Hinterradschwinge wird über zwei seitliche Federbeine abgestützt. Das Vorderrad sitzt in einer Upside-Down-Teleskopgabel.

### Räder und Bremsen
17 Zoll große Räder sind als Drahtspeichenräder mit Vollnaben-Trommelbremsen ausgeführt. Die hintere Bremse wird über einen Fußhebel an der linken Motorseite und ein Gestänge betätigt, die vordere mit einem Seilzug vom Lenker aus.

### Technische Daten
Zusammengestellt nach Herstellerangaben
| Typ                   | Wisconsin                 |
| Bauzeitraum           | 1961–1967                 |
| Hubraum               | 246,2 cm³                 |
| Bohrung × Hub         | 66 mm × 72 mm             |
| Verdichtung           | 8,5 : 1                   |
| Leistung              | 16,0 PS (11,8 kW)         |
| bei Drehzahl          | 6500/min                  |
| Getriebe              | 4-Gang                    |
| Radstand              | 1270 mm                   |
| Maße (L × B × H)      | 1920 mm × 600 mm × 880 mm |
| Leergewicht           | 115 kg                    |
| Reifen vorne/hinten   | 2,50″ × 17″ / 3,00″ × 17″ |
| Bremsen vorne/hinten  | Trommeln, 180 mm/180 mm   |
| Höchstgeschwindigkeit | 130 km/h                  |
| Benzinverbrauch       | ca. 3,50 l/100 km         |